# Rotmi Enciso
Rotmi Enciso (Ciudad de México, México, 1 de diciembre de 1962), conocida como Rotmi Enciso, es una artista feminista que ha abordado los campos de la fotografía, el video, la gráfica, el dibujo, la pintura, el teatro, la mímica, la performance, la escenografía, así como el archivo documental en fotografía, video y audio de los movimientos feminista, lésbico feminista y amplio de mujeres (trabajadoras sexuales, trabajadoras del hogar, indígenas, afrodescendientes, madres de desaparecidas y desaparecidos, en situación de cárcel, entre otros) . 
Como fotógrafa artística y documentalista, Rotmi Enciso forma parte de las mujeres que han trabajado en estos campos en México como Ana Victoria Jiménez (1941), Ximena Bedregal, Yolanda Andrade (1950), entre otras.

## Formación artística y activista
Rotmi Enciso se vinculó al movimiento lésbico-gay (LG) de la Ciudad de México a principios de la década de 1980, donde incursionó en el arte. Entre 1981 y 1985 participó en el colectivo autónomo Oikabeth (1978-1985), el cual se centró en expresiones culturales sobre pintura, teatro, canto y música. Entre 1985 y 1989, integró el grupo Mujeres Urgidas de un Lesbianismo Auténtico (MULA), cuya temática principal era la libre sexualidad de lesbianas y mujeres. En este grupo Rotmi Enciso participó en la producción de los videos Técnicas sexuales entre mujeres y Todo lo que usted quiso saber sobre lesbianismo y nunca sabrá (1985), primeros materiales en video que provenían de un movimiento social sobre sexualidad lésbica y creados colectivamente.
Fue alumna de la licenciatura en Artes Plásticas en la Escuela Nacional de Pintura, Escultura y Grabado "La Esmeralda", en el Centro Nacional de las Artes, entre 1991 y 1996.
En la década de 1990, Rotmi Enciso combinó estudios, trabajo y activismo en relación con el movimiento de mujeres y el feminismo.
En el año 1990, estudió pantomima con Marcel Marceau en la Universidad de Harvard, Boston, Massachusetts, Estados Unidos. En este arte, creó sus propias pantomimas. El reportero Fernando del Collado del diario El País comentó que para hacer reír, llorar o reflexionar: 

Rotmy [sic] ha creado diversos personajes y situaciones en cerca de dos décadas de trayectoria creativa. Desde el surgimiento del sida, la artista ha realizado trabajos tendientes a concienciar y difundir la problemática de esta pandemia. En diferentes montajes, el condón y otros elementos de prevención son parte sustancial de sus propuestas de sexo seguro.”

## Activista y creadora profesional
En 1987 fundó Producciones y Milagros Agrupación Feminista, A.C., dedicada a documentar profesionalmente en México, América Latina y otros países como los Estados Unidos o Alemania, los movimientos feministas, lésbico feministas y de mujeres. Los soportes de sus archivos comprenden fotografía, video y audio. La demanda documental a fines de 1980 y en la década de 1990 fue paulatina, dependió de la creación de revistas, suplementos de periódicos, agencias de noticias, centros universitarios, organizaciones nacionales e internacionales, especializados en mujeres, feminismo y género. Ello representó que Rotmi Enciso siguiera dependiendo económicamente de su trabajo en algunas organizaciones que trabajaban contra la violencia y a favor de derechos de las mujeres.
Desde 1991, como artista comenzó a exponer su obra en foros que proyectaban el quehacer del movimiento feminista, como en la exposición de Otro modo de ser: mujeres mexicanas en movimiento, que simultáneamente se presentó en la Ciudad de México, México, y Berlín, Alemania, y donde participó con fotografías; así como en la exposición de la revista Renovándono-nos. Mujer y Madre. Fem: 15 años después, con pintura y fotografía. 
Sus creaciones artísticas fueron también parte de diversas acciones del movimiento de mujeres, como el altar y la cruz que presentaba más de cien fotografías con rostros de mujeres que se presentó en la Plaza de Santo Domingo, mientras el evento se desarrolló dentro de la Antigua Escuela de Medicina, en el centro de la Ciudad de México, el 28 de mayo de 1996. Tomó parte en la jornada del Tribunal para la Defensa de los Derechos Reproductivos, que impulsó la Red por la Salud de las Mujeres del Distrito Federal –integrada por trece organizaciones y, entre ellas, Salud Integral para la Mujer (SIPAM) -en la cual participaba Rotmi Enciso desde 1993.
Como fotógrafa profesional documentó las emisiones del Encuentro Feminista latinoamericano y del Caribe y en el Encuentro Lésbico Feminista latinoamericano y Caribeño. En calidad de fotógrafa oficial, en 1999 cubrió los eventos del VIII Encuentro Feminista latinoamericano y del Caribe, en Santo Domingo, República Dominicana. 
Ha seguido las acciones de movimientos por los derechos reproductivos y sexuales, así como las de las trabajadoras del hogar por el reconocimiento formal de su trabajo. Hacia mediados de la década de 1990 comenzó a documentar la problemática de los feminicidios y la organización de las mujeres en Ciudad Juárez, Chihuahua. Se insertó también en la documentación de las acciones que contra la discriminación e injusticias sociales han llevado a cabo las mujeres presas y trabajadoras sexuales, así como de las mujeres indígenas y afrocaribeñas y afrolatinoamericanas.

### Publicaciones
Entre 1992 a 2003, colaboró con más de una treintena de obras entre fotografías, entrevistas, artículos y poemas para la revista Fem (1976-2005), durante la gestión de Esperanza Brito de Martí, directora de la revista pionera en el movimiento feminista mexicano. 
En 2008 publicó el libro Ni santas ni putas sólo mujeres. Imágenes del movimiento feminista en la Ciudad de México, que reúne una muestra de fotografías desde el año de 1987, con un retrato de Nancy Cárdenas, hasta el 2007 con imágenes de encuentros y manifestaciones. La narradora y ensayista Francesca Gargallo comentó sobre los movimientos y estados de ánimo recogidos en el libro: 

«El feminismo de las fotografías de Rotmi Enciso es un movimiento, no se parece a sí mismo sino a su diferencia, no descansa, no se detiene. Es lésbico, heterosexual, indígena, mestizo, enojado, sonriente, feliz.»

Entre los proyectos editoriales en que ha participado con la creadora Ina Riaskov y con Producciones y Milagros Agrupación Feminista, está la formación y diseño del libro Sentencia de la Corte Interamericana de Derechos Humanos y Peritaje del Caso Campo Algodonero vs México (2010), de la Red de Investigadoras por la Vida y la Libertad de las Mujeres, entre quienes figuran Marcela Lagarde y Martha Patricia Castañeda Salgado.

### Retratos
La retratística en fotografía es uno de los géneros más reconocidos de Rotmi Enciso. Visibiliza así la participación pública de las mujeres. En este sentido recoge las imágenes de mujeres que contrastan con los medios publicitarios. En entrevista publicada por la revista Proceso dice:

«En mi trabajo de muchos años en la revista FEM yo me dediqué a buscar a las mujeres en el cotidiano: una mujer que va al súper, en el metro pintándose, con tubos, busco a mujeres que no son fotografiadas en ningún medio y no son motivo de portadas.»

En sus portafolios se encuentran retratos de mujeres, captadas en sus contextos o en estudio, como Robin Norwood, Ofelia Medina, Janette Macari, Ana Colchero, Isabel Allende, Lila Downs, Martha Chapa, Rebeca Lane, Silvia Federici, Betsy Pecannings, Clauda Lobo, Amalia García, Tatiana de la Tierra, Lydia Cacho, Gloria Trevi, entre otras. Sobre el motivo de estos trabajos, la artista expresa:

«En los retratos busco el alma de la gente. Tengo una serie de fotografías de mujeres de varios países donde lo común es su fuerza, esta parte donde podemos salir adelante a pesar de las condiciones de discriminación y de opresión, es decir, no somos víctimas, sino que enfrentamos las situaciones como un reto y, a pesar de ello, son imágenes lúdicas.»

### Vídeos
Vídeos documentales y de ficción, basados en experiencias de mujeres, integran los géneros de la producción de Rotmi Enciso. Sus realizaciones, como Desde los muros del misterio, de 35 minutos, producido en República Dominicana, fueron parte del Primer Festival de Video Hecho por Mujeres. Al lado de Ximena Cuevas, María Eugenia Tamés, Sara Minter, entre otras artistas y activistas, que tuvo la finalidad de ser un primer espacio de encuentro de videoastas latinoamericanas y estadounidenses.
El 25 de noviembre de 2003, con motivo del Día Internacional contra la Violencia hacia las mujeres y las Niñas, participó en el Primer Encuentro Nacional de Artes sobre el Feticidio, junto con Yan María Castro, Elia Castro y Ochy Curiel, entre otras artistas. En este escenario, proyectó la primera entrega de Ellas/Nosotras. El amor es una locura gratuita e inevitable (2003), sobre el cual opinó ante la reportera e investigadora Mariana Barlanga de El Universal: 

[Rotmi Enciso] expresa que es una obra muy lúdica, «porque combino mucho el humor, el arte, la calidad y la fuerza. Se trata de un vídeo conformado por historias cortas donde se pueden apreciar las diferentes formas de amor, de pasión, de política, de sexualidad, desde la perspectiva del placer y del humor».

La reportera, por su parte, opinó en relación con el tema del evento que «el arte parece ser una de las formas más viables de resistencia contra la discriminación y lleva a reflexionar sobre la sociedad que la genera».
Para la revista Fem realizó el vídeo documental Fem: tejiendo la historia (2001), de 35 minutos de duración. En el guion participó con Marcela Guijosa, de quienes escribió Elena Poniatowska:

«Ambas quisieron escuchar a las feministas, hablar de su lucha contra la violación, la violencia que se le hace a la mujer dentro del hogar y en el lugar del trabajo y la legalización del aborto, tema difícil de tratar especialmente en los setenta. Las fotografías de 100 mujeres del movimiento feminista, Marcela Lagarde, Patria Jiménez, Itziar Lozano, Carmen Lugo impresionan al lado de marchas y mítines [...].»

En 2006 realizó la segunda parte Ellas/Nosotras. Masiosare. El vídeo fue premiado en 2007 en el “Concurso Iniciativas Ciudadanas en Materia de Comunicación Social Alternativa”, promovido por la Secretaría de Desarrollo Social del Gobierno del Distrito Federal. 
El periodista Fernando Mino de Letra S, salud, sexualidad y sida, comentó en la reseña de este vídeo:

«La imagen estigmatizada se desdibuja frente a la vitalidad de los personajes y el ritmo de la narración (cada historia dura lo mismo que la canción tema), pero el afán de celebrar el amor entre mujeres casi deja fuera el entorno agresivo en que, en muchos casos, se siguen dando las relaciones lésbicas.»

En 2005, Miradas sin discriminación, 33 minutos, fue descrito por la investigadora de documentales Guergana Velitchkova Tzatchkova así: 

«Mujeres que han salido de los roles tradicionales de la mujer en la sociedad patriarcal hablan de su experiencia como sujetos discriminados de la sociedad.»

Otros vídeos
- Ni cárcel, ni muerte a las mujeres por abortar (Video-foto). Duración 14 minutos, México, 2012 / Rotmi Enciso, Ina Riaskov y Producciones y Milagros. Memoria de 2 años del Pacto Nacional por la Vida, la Libertad y los Derechos de las Mujeres en México.
- Autogestión. Duración 15 minutos. México 2002 / Cámara
- Fem: tejiendo la historia. Duración 35 minutos, México, 2001 / Realización
- Ser igual a los demás. En busca de un nombre Digno. Duración 25 minutos, Ciudad de México, 1999 / Realización
- VII Encuentro Feminista Latinoamericano y del Caribe. Cartagena, Chile, 1997 / Cámara
- VIII Encuentro Feminista Latinoamericano y del Caribe. Duración 30 minutos, República Dominicana, 1999. / Realización
- Mujeres en la Ciudad. Duración 25 minutos, Ciudad de México, 1995 / Realización
- Escuela de Promotoras de la Salud. Duración 20 minutos, Equipo de Mujeres en Acción Solidaria y Centro de Capacitación Social, 1995 / Realización
- Desde los muros del misterio. Duración 35 minutos, República Dominicana, 1993

### Gráfica y pintura
Sus dibujos y pintura, de trazo limpio y colores vivos, muestra personajes estilizados que refieren a mujeres en situaciones positivas de autoconciencia o de libertad.
En 2006 ilustró portada e interiores del libro El silencio calló. Violencia intrafamiliar, recopilación de testimonios de mujeres que recopilaron la Dra. Sadot de la Cruz Vera y Guillermo Vergara Bello. 

### Exposiciones
Las muestras en las que Rotmi Enciso ha participado son, sobre todo, colectivas. A diferencia de situaciones en las que se toma el arte como secundario o meramente ilustrativo, la obra de Rotmi con la de otras creadoras, propone la experiencia estética para ocupar el espacio público reflexionar sobre temas de mujeres. La organización de artistas, así, se inserta en el ámbito del arte que históricamente ha sido en su mayoría masculino y discriminatorio con las mujeres y sus producciones.
Entre las muestras de carácter feminista, es especial la que se llevó a cabo en el Primer Encuentro Metropolitano de Lesbianas, Ciudad de México, 27 al 29 de agosto de 1999, en la cual Rotmi Enciso participó con su serie fotográfica Enamoradas, para sensibilizar sobre los derechos sexuales de las lesbianas. En este primer encuentro las participantes buscaron mayor definición de su identidad en relación con otros grupos de disidentes sexuales, y se definieron como “lesbianas feministas autónomas”. Las intervenciones artísticas se concibieron conforme a sus pronunciamientos:

(…) pugnar por la visibilidad y acceso de las lesbianas a la salud y a programas sociales que las incluyan; apoyar la propuesta de ley contra la discriminación presentada por grupos feministas ante la Asamblea Legislativa del D.F. y porque ésta se extienda a nivel federal; impulsar campañas contra la lesbofobia y la homofobia en espacios públicos.”

### Festival LesbianArte
Con Ina Riaskov y con su compañía Producciones y Milagros, Rotmi Enciso dirigieron dos emisiones del festival cultural LesbianArte en 2013 y 2014. Estas iniciativas culturales comprendieron una exposición colectiva, así como talleres de poesía, teatro, performance, música, cineastas y de pensamiento participante. Las convocatorias reunieron a creadoras de México y América Latina, Estados Unidos, Alemania. La convocatoria atrajo a mujeres principalmente jóvenes que trabajaron sobre su cuerpo y libertad sexual. En 2014, el conversatorio entre las artistas Minerva Valenzuela Joyce Jandette, Julia Antivilo, Natalia Astuacas y Mónica Mayer abordó el tema de “poner el cuerpo en el arte”, tema significativo del performance y del arte activista –o artivismo-, y sobre el arte y su vínculo político.

### Otras exposiciones
- Exposición colectiva Amexica le mure frontière, en la biblioteca pública del Centre Pompidou, París, 2015 / Fotografía “No más feminicidios” (2012), de Rotmi Enciso, tomada durante la foto-acción anual en el mercado de Jamaica, Ciudad de México, en vísperas del 2 de noviembre, Día de Muertos.
- Existencia lesbiana, cotidiana en movimiento, en el marco de la 3ª Semana de Cultura Lesbiana Feminista, del 1 al 15 de agosto de 2011, Casa de Cultura “Jesús Romero Flores”, Delegación Cuauhtémoc, en México, D.F
- Fem, 25 años, exposición fotográfica, Fonda San Ángel, Ciudad de México, 21 de noviembre de 2001
- La red que habita la mar… 8 años, exposición fotográfica, Club de Periodistas, 28 de mayo de 2001. Recapitulando el trabajo de la Red por la Salud y de las Mujeres del D.F.
- Batey. Segunda luna, exposición fotográfica en el Centro Integral de Atención a la Mujer, Delegación Iztacalco, 15 de mayo de 2001.
- Batey. Exposición fotográfica, Galería Loo, Ciudad de México, abril de 2001
- Renovándo-nos Mujer y Madre. Fem 15 años, exposición de pintura y fotografía, 26 de octubre de 1991.
- Introducción, escultura, Escuela Nacional de Pintura, Escultura y Grabado La Esmeralda, 18 de junio de 1991.
- Otro modo de ser: mujeres mexicanas en movimiento, Interaktion, A.C., Berlín, y Centro de Comunicación Alternativa, Alaíde Fopa, A.C., México, 1991.
- Exposición Colectiva de Mujeres Fotógrafas: Mariana Yampolsky, Alicia Ahumada, Concepción Fernández, Lucero González, Fernanda Saldaña, Rotmi Enciso, Centro Integral de Atención a la Mujer, Iztacalco, 4 de mayo de 1999
- Mujeres en la Plástica, exposición de pintura, Centro Universitario Grupo Sol, 17 de junio de 1996
- Por el gusto de ser mujeres, exposición de pintura, escultura y fotografía, en el marco de la Feria de las Mujeres, 8 de marzo, Explanada del Zócalo, Centro Histórico, Secretaría de Desarrollo Social del Gobierno del Distrito Federal, 1996
- Pintura y grabado, Centro Nacional de las Artes, Ciudad de México, 16 de agosto de 1996
- Transbordo, exposición de pintura, Metro Tacuba, 15 de mayo de 1993

### Audiovisuales
Retrospectiva para el Proyecto SEXUNAM, integrado por los grupos Acción Popular de Integración Social (APIS), Colectivo de Hombres por Relaciones Igualitarias (CORIAC), Salud Integral para la Mujer (SIPAM), Programa de Estudios de Género de la Universidad Nacional Autónoma de México (PUEG-UNAM) y Asociación Mexicana Contra la Violencia Hacia las Mujeres (COVAC), Ciudad de México, 1996
Pasaje de dos, Montreal, Canadá, 1984.

### Campañas
Yo valoro mi trabajo ¿y tú?, Campaña por la Certificación Laboral de las Empleadas del Hogar, MUDEIN, 2001 / Colaboración en el cartel de difusión; también en la sonorización, video y fotografía.
Sociodramas en Merados para la Prevención del VIH-sida, dirigidos a jefas del hogar, Salud Integral para la Mujer (SIPAM), 1996-1997.
Prevención y Atención oportuna del cáncer cérvico-uterino y mamario, de la Red por la Salud de las Mujeres, Ciudad de México, 1995, carro alegórico para la campaña Cáncer cérvico-uterino y mamario, Red de Salud de las Mujeres del DF, 1995.

## Otras referencias bibliográficas
- Antivilo Peña, Julia (2015), Entre lo sagrado y lo profano se tejen rebeldías. Arte feminista latinoamericano. Ediciones Desde Abajo, Bogotá, ISBN 9789585882638
- Bartra, Eli (1994), Frida Kahlo. Mujer, ideología, arte, 2a. ampl. y rev., Ed. Icaria, Barcelona, ISBN 8474262224
- López Hernández, Miriam (2010), Letras femeninas en el periodismo mexicano, Ed. Estudios Antropología Mujer, México, ISBN 9709684842678, 9789684842670 (Este libro refiere al trabajo de Rotmi Enciso en la revista Fem, p. 109)
- Mayer, Mónica (2004), Rosa Chillante. Mujeres y performance en México, Fonca/Conaculta, AVJ Ediciones, México, ISBN 9709384902
- Mayer, Mónica (2014), Archiva. Obras maestras del arte feminista en México. Consultado el 5 de marzo de 2014 en http://www.pintomiraya.com/redes/images/stories/pdf/archiva.pdf. (Esta obra refiere a Rotmi Enciso como artista feminista) (La edición física puede revisarse en Centro de Documentación Arkheia, Museo Universitario Arte Contemporáneo, UNAM, Ciudad de México)
- Red Conceptualismos del Sur et al. (2012), Perder la forma humana: una imagen sísmica de los años ochenta en América Latina, Museo Nacional Centro de Arte Reina Sofía. ISBN 9788480264624